# Liste des cavités naturelles les plus longues du Doubs
La liste des cavités naturelles les plus longues du Doubs recense, sous forme de tableau(x), les cavités souterraines naturelles connues dans ce département français, dont le développement est supérieur ou égal à mille mètres.
La communauté spéléologique considère qu'une cavité souterraine naturelle n'existe vraiment qu'à partir du moment où elle est « inventée » c'est-à-dire découverte (ou redécouverte), inventoriée, topographiée et publiée. Bien sûr, la réalité physique d'une cavité naturelle est la plupart du temps bien antérieure à sa découverte par l'homme ; cependant tant qu'elle n'est pas explorée, mesurée et révélée, la cavité naturelle n'appartient pas au domaine de la connaissance partagée.
La liste spéléométrique des 78 plus longues cavités naturelles du Doubs (≥ mille mètres) est actualisée à fin décembre 2019.
La plus longue cavité souterraine naturelle répertoriée dans le département du Doubs est  « le réseau du Verneau », sur les communes de Déservillers et Nans-sous-Sainte-Anne (cf. ligne 1 du tableau ci-dessous).
| \| Histogramme de la répartition des plus longues cavités naturelles du Doubs par classe de développement -- Les 78 cavités citées fin 2019 sont réparties en 4 classes de développement -- \| \| \| \| \| \| \| \| \| \| \| \| \| \| \| classe I >= 5 000 m 10 cavité[s] \| classe II >= 2 000 m et < 5 000 m 29 cavités \| classe III >= 1 500 m et < 2 000 m 9 cavités \| classe IV >= 1 000 m et < 1 500 m 30 cavités \| \| |                                  |                                              |                                              |                                              |  |
| Le graphique qui aurait dû être présenté ici ne peut pas être affiché car il utilise l'ancienne extension Graph, désactivée pour des questions de sécurité. Des indications pour créer un nouveau graphique avec la nouvelle extension Chart sont disponibles ici . |                                  |                                              |                                              |                                              |  |
| Histogramme de la répartition des plus longues cavités naturelles du Doubs par classe de développement -- Les 78 cavités citées fin 2019 sont réparties en 4 classes de développement -- |                                  |                                              |                                              |                                              |  |
| |                                  |                                              |                                              |                                              |  |
| | classe I >= 5 000 m 10 cavité[s] | classe II >= 2 000 m et < 5 000 m 29 cavités | classe III >= 1 500 m et < 2 000 m 9 cavités | classe IV >= 1 000 m et < 1 500 m 30 cavités |  |

## Cavités du Doubs (France) de développement supérieur à5 000 mètres
10 cavités sont recensées dans cette « classe I » au 31 décembre 2019.
| Réf. | Cavité (autres noms)   | Commune                                   | Massif ou zone | Coordonnées (WGS 84)        | Développe. (mètres) | Dénivel. (mètres) | Sources ou références                                                       | Mise à jour |
| ---- | ---------------------- | ----------------------------------------- | -------------- | --------------------------- | ------------------- | ----------------- | --------------------------------------------------------------------------- | ----------- |
| 1    | Réseau du Verneau      | Déservillers, Nans-sous-Sainte-Anne       |                | 46° 58′ 43″ N, 6° 00′ 21″ E | +033 300, m         | +0387, m          | Spelunca n°148 & Rémy Limagne                                               | 2012-03     |
| 2    | Gouffre de Pourpevelle | Soye                                      |                | 47° 27′ 34″ N, 6° 29′ 03″ E | +011 169, m         | +0106, m          | Spéléo magazine no 81 & CSR Bourgogne Franche-Comté                         | 2012-03     |
| 3    | Grotte d’En Versenne   | Luxiol                                    |                | 47° 23′ 08″ N, 6° 20′ 16″ E | +009 185, m         | +0073, m          | Le Karst Comtois, jloeillot.free & Sous le Plancher n°12 & Le Karst Comtois | 2020-10     |
| 4    | Grotte des Chaillets   | Cademène                                  |                | 47° 05′ 51″ N, 6° 01′ 54″ E | +009 050, m         | +0060, m          | Spéléo Magazine no 119                                                      | 2022-10     |
| 5    | Grotte de Chauveroche  | Ornans                                    |                | 47° 04′ 48″ N, 6° 07′ 20″ E | +008 000, m         | +0050, m          | Spéléométrie de la France                                                   | 2016-09     |
| 6    | Réseau de la Sapoie    | Arcey & Villers-sur-Saulnot (Haute-Saône) |                | 47° 32′ 22″ N, 6° 38′ 42″ E | +007 400, m         | +0042, m          | Le Karst Comtois & plongeesout.com & speleo-mandeure                        | 2018-06     |
| 7    | Gour de Bouclans       | Bouclans                                  |                | 47° 14′ 51″ N, 6° 14′ 24″ E | +006 460, m         | +0020, m          | Le Karst Comtois & plongeesout.com                                          | 2017-01     |
| 8    | Grotte du Crotot       | Romain                                    |                | 47° 26′ 44″ N, 6° 23′ 52″ E | +005 800, m         | +0040, m          | Spéléométrie de la France                                                   | 2010-01     |
| 9    | Grotte de la Malatière | Bournois                                  |                | 47° 28′ 34″ N, 6° 29′ 04″ E | +005 442, m         | +0051, m          | Spelunca n°120, Spelunca n°153 & CSR Bourgogne Franche-Comté                | 2019-03     |
| 10   | Grotte de Nouailles    | Mouthier-Haute-Pierre                     |                | 47° 01′ 33″ N, 6° 17′ 08″ E | +005 120, m         | +0167, m          | Spéléométrie de la France                                                   | 2010-01     |

## Cavités du Doubs (France) de développement compris entre2 000 mètreset4 999 mètres
29 cavités sont recensées dans cette « classe II » au 31 décembre 2019.
| Réf. | Cavité (autres noms)                   | Commune                  | Massif ou zone | Coordonnées (WGS 84)        | Développe. (mètres) | Dénivel. (mètres) | Sources ou références                                      | Mise à jour |
| ---- | -------------------------------------- | ------------------------ | -------------- | --------------------------- | ------------------- | ----------------- | ---------------------------------------------------------- | ----------- |
| 11   | Gouffre de la Rifougnotte              | Bremondans               |                | 47° 13′ 15″ N, 6° 23′ 05″ E | +004 869, m         | NC m              | Le Karst Comtois                                           | 2018-06     |
| 12   | Grotte Sarrazine                       | Nans-sous-Sainte-Anne    |                | 46° 57′ 56″ N, 6° 00′ 28″ E | +004 730, m         | +0093, m          | Les belles du Doubs, jloeillot.free & Le Karst Comtois     | 2020-10     |
| 13   | Réseau de la Sapoie Aval               | Lougres                  |                | 47° 28′ 45″ N, 6° 41′ 21″ E | +004 520, m         | NC m              | Le Karst Comtois & Spelunca n°103                          | 2018-06     |
| 13   | Grotte du Cul-de-Vau                   | Vuillafans               |                | 47° 04′ 27″ N, 6° 13′ 31″ E | +004 485, m         | +0116, m          | Spéléométrie de la France                                  | 2018-01     |
| 15   | Gouffre Dauphin                        | Vellerot-lès-Belvoir     |                | 47° 21′ 06″ N, 6° 36′ 07″ E | +004 073, m         | +0166, m          | Le Karst Comtois                                           | 2018-06     |
| 16   | Gouffre du Leubot                      | Gonsans                  |                | 47° 12′ 16″ N, 6° 17′ 33″ E | +003 775, m         | +0215, m          | plongeesout.com                                            | 2010-01     |
| 17   | Gouffre des Essarlottes                | Gevresin                 |                | 46° 58′ 05″ N, 6° 03′ 42″ E | +003 775, m         | +0158, m          | Le Karst Comtois & Fiche congrès 2007 & plongeesout.com    | 2018-06     |
| 18   | Grotte de la Baume du Rocher           | Mouthier-Haute-Pierre    |                | 47° 02′ 15″ N, 6° 17′ 07″ E | +003 663, m         | NC m              | Le Karst Comtois                                           | 2018-06     |
| 19   | Grotte principale de la Carrière       | Romain                   |                | 47° 26′ 59″ N, 6° 22′ 38″ E | +003 631, m         | NC m              | Le Karst Comtois                                           | 2018-06     |
| 20   | Grotte des Cavottes                    | Montrond-le-Château      |                | 47° 08′ 10″ N, 6° 03′ 23″ E | +003 589, m         | +0128, m          | Le Karst Comtois & Spéléo magazine no 56 & plongeesout.com | 2018-06     |
| 21   | Grotte de Vergetolle                   | Châteauvieux-les-Fossés  |                | 47° 03′ 04″ N, 6° 11′ 05″ E | +003 530, m         | NC m              | Spéléométrie de la France                                  | 2010-01     |
| 22   | Source Bleue                           | Cusance                  |                | 47° 19′ 35″ N, 6° 26′ 25″ E | +003 458, m         | +0042, m          | Spelunca n°127, plongeesout.com & Sous le Plancher n°9     | 2010-01     |
| 23   | Grotte du Grand Bief                   | Lods                     |                | 47° 02′ 55″ N, 6° 14′ 25″ E | +003 395, m         | +0037, m          | Spelunca n°63                                              | 2010-01     |
| 24   | Grotte de Sainte-Catherine de Maurepos | Laval-le-Prieuré         |                | 47° 10′ 15″ N, 6° 36′ 05″ E | +003 260, m         | +0075, m          | Spéléométrie de la France                                  | 2010-01     |
| 25   | Grande Grotte du Lançot                | Consolation-Maisonnettes |                | 47° 08′ 59″ N, 6° 36′ 36″ E | +003 200, m         | +0100, m          | Spéléométrie de la France                                  | 2010-01     |
| 26   | Grotte de la Borne de Martinvaux       | Loray                    |                | 47° 10′ 21″ N, 6° 30′ 08″ E | +002 980, m         | NC m              | Spéléométrie de la France                                  | 2010-01     |
| 27   | Grotte de la Fontaine de la Roche      | Auxon-Dessus             |                | 47° 17′ 47″ N, 5° 58′ 13″ E | +002 602, m         | +0019, m          | Spelunca n°71 & Sous le Plancher n°13                      | 2010-01     |
| 28   | Grotte no 1 de Vermondans              | Plaimbois-Vennes         |                | 47° 11′ 27″ N, 6° 33′ 24″ E | +002 600, m         | +0011, m          | Spéléométrie de la France                                  | 2010-01     |
| 29   | Gouffre de Vauvougier                  | Malbrans                 |                | 47° 07′ 46″ N, 6° 04′ 42″ E | +002 550, m         | +0215, m          | Spéléométrie de la France                                  | 2010-01     |
| 30   | Grotte du Moulin des Iles              | Cademène                 |                | 47° 05′ 19″ N, 6° 01′ 43″ E | +002 544, m         | +0009, m          | Spéléométrie de la France                                  | 2010-01     |
| 31   | Grotte de la Roche                     | Courchapon               |                | 47° 15′ 24″ N, 5° 44′ 51″ E | +002 506, m         | +0019, m          | plongeesout.com & Sous le Plancher n°9                     | 2010-01     |
| 32   | Source de l'Ecoutot                    | Scey-Maisières           |                | 47° 05′ 57″ N, 6° 02′ 19″ E | +002 230, m         | +0022, m          | Le Karst Comtois & Pierre Boudinet                         | 2018-06     |
| 33   | Rivière du Seris                       | Gondenans-les-Moulins    |                | 47° 27′ 47″ N, 6° 23′ 00″ E | +002 180, m         | NC m              | Le Karst Comtois & Le Karst Comtois                        | 2020-10     |
| 34   | Grotte de la Réverotte                 | Loray                    |                | 47° 10′ 29″ N, 6° 29′ 09″ E | +002 170, m         | +0297, m          | speleo-mandeure.fr                                         | 2013-10     |
| 35   | Grotte du Château                      | Les Terres-de-Chaux      |                | 47° 18′ 51″ N, 6° 44′ 57″ E | +002 164, m         | +0051, m          | Le Karst Comtois                                           | 2010-01     |
| 36   | Grotte de la Thaverotte                | Guillon-les-Bains        |                | 47° 18′ 55″ N, 6° 23′ 43″ E | +002 160, m         | +0055, m          | Sous le Plancher n°11                                      | 2010-01     |
| 37   | Grotte du Château de la Roche          | Chamesol                 |                | 47° 19′ 52″ N, 6° 50′ 48″ E | +002 100, m         | +0040, m          | Théophile Caillol                                          | 2010-01     |
| 38   | Grotte nord du Creux Billard           | Nans-sous-Sainte-Anne    |                | 46° 57′ 51″ N, 6° 00′ 45″ E | +002 075, m         | NC m              | lieux-insolites                                            | 2010-01     |
| 39   | Trou Glou Glou                         | Abbévillers              |                | 47° 24′ 56″ N, 6° 54′ 54″ E | +002 000, m         | NC m              | Spéléométrie de la France                                  | 2010-01     |

## Cavités du Doubs (France) de développement compris entre1 500 mètreset1 999 mètres
9 cavités sont recensées dans cette « classe III » au 31 décembre 2019.
| Réf. | Cavité (autres noms)           | Commune                | Massif ou zone | Coordonnées (WGS 84)        | Développe. (mètres) | Dénivel. (mètres) | Sources ou références                                              | Mise à jour |
| ---- | ------------------------------ | ---------------------- | -------------- | --------------------------- | ------------------- | ----------------- | ------------------------------------------------------------------ | ----------- |
| 40   | Grotte du Trésor               | Les Combes             |                | 47° 01′ 33″ N, 6° 29′ 34″ E | +001 830, m         | +0022, m          | Le Karst Comtois                                                   | 2018-06     |
| 41   | Source de la Loue              | Ouhans                 |                | 47° 00′ 39″ N, 6° 17′ 59″ E | +001 800, m         | +0023, m          | Le Karst Comtois & plongeesout.com & lieux-insolites.fr            | 2018-06     |
| 42   | Gouffre de la Chenau           | Trépot                 |                | 47° 11′ 07″ N, 6° 10′ 33″ E | +001 740, m         | +0175, m          | Le Karst Comtois                                                   | 2010-01     |
| 43   | Grotte du Bief Paroux          | Goumois                |                | 47° 15′ 59″ N, 6° 56′ 51″ E | +001 700, m         | NC m              | Le Karst Comtois                                                   | 2010-01     |
| 44   | Baume des Curés                | Villers-sous-Chalamont |                | 46° 53′ 11″ N, 6° 02′ 39″ E | +001 630, m         | NC m              | Le Karst Comtois                                                   | 2010-01     |
| 45   | Perte du Moulin de Chantereine | Passonfontaine         |                | 47° 06′ 24″ N, 6° 25′ 23″ E | +001 630, m         | +0009, m          | Le Karst Comtois & Le Karst Comtois                                | 2018-06     |
| 46   | Source de l’Écoutôt            | Scey-Maisières         |                | 47° 05′ 57″ N, 6° 02′ 19″ E | +001 600, m         | NC m              | Spelunca n°105                                                     | 2010-01     |
| 47   | Grotte des Faux-Monnayeurs     | Mouthier-Haute-Pierre  |                | 47° 01′ 44″ N, 6° 17′ 18″ E | +001 556, m         | +0054, m          | Le Karst Comtois & Grottocenter, lieux-insolites.fr & Sandy Vanoti | 2018-06     |
| 48   | Source de la Creuse            | Eysson                 |                | 47° 12′ 57″ N, 6° 25′ 46″ E | +001 500, m         | +0000, m          | Le Karst Comtois & plongeesout.com                                 | 2018-06     |

## Cavités du Doubs (France) de développement compris entre1 000 mètreset1 499 mètres
30 cavités sont recensées dans cette « classe IV » au 31 décembre 2019.
| Réf. | Cavité (autres noms)        | Commune                   | Massif ou zone | Coordonnées (WGS 84)        | Développe. (mètres) | Dénivel. (mètres) | Sources ou références                                               | Mise à jour |
| ---- | --------------------------- | ------------------------- | -------------- | --------------------------- | ------------------- | ----------------- | ------------------------------------------------------------------- | ----------- |
| 49   | Baume de Sancey             | Sancey-le-Long            |                | 47° 17′ 02″ N, 6° 37′ 37″ E | +001 455, m         | NC m              | Spéléométrie de la France & lieux-insolites.fr et le cirque du Dard | 2010-01     |
| 50   | Gouffre du Seu              | Dammartin-les-Templiers   |                | 47° 17′ 48″ N, 6° 17′ 24″ E | +001 435, m         | NC m              | Spéléométrie de la France                                           | 2010-01     |
| 51   | Perte des Ravières          | Bolandoz                  |                | 46° 59′ 59″ N, 6° 07′ 00″ E | +001 422, m         | +0107, m          | Sous le Plancher n°10 & Grottocenter                                | 2010-01     |
| 52   | Creux de la Roche           | Autechaux                 |                | 47° 23′ 41″ N, 6° 23′ 11″ E | +001 415, m         | NC m              | Spéléométrie de la France                                           | 2010-01     |
| 53   | Gouffre de Montaigu         | Courcelles-lès-Châtillon  |                | 47° 17′ 40″ N, 6° 42′ 58″ E | +001 400, m         | +385, m           | Le Karst Comtois & speleo-mandeure                                  | 2010-01     |
| 54   | Source du Doubs             | Mouthe                    |                | 46° 42′ 17″ N, 6° 12′ 34″ E | +001 395, m         | +0050, m          | Le Karst Comtois                                                    | 2020-10     |
| 55   | Gouffre du Paradis          | Trépot                    |                | 47° 10′ 51″ N, 6° 11′ 32″ E | +001 370, m         | +0234, m          | Le Karst Comtois                                                    | 2020-10     |
| 56   | Baume de Boujailles         | Boujailles                |                | 46° 53′ 10″ N, 6° 06′ 02″ E | +001 350, m         | +0100, m          | Spéléométrie de la France                                           | 2000-01     |
| 57   | Grotte de Fourbanne         | Fourbanne                 |                | 47° 19′ 56″ N, 6° 18′ 42″ E | +001 300, m         | NC m              | Spéléométrie de la France                                           | 2010-01     |
| 58   | Grotte du Château d’Eau     | Romain                    |                | 47° 26′ 35″ N, 6° 22′ 41″ E | +001 300, m         | +0053, m          | Spéléométrie de la France                                           | 2010-01     |
| 59   | Grotte du Tunnel            | Rang                      |                | 47° 25′ 48″ N, 6° 34′ 10″ E | +001 290, m         | NC m              | Spéléométrie de la France                                           | 2010-01     |
| 60   | Le Gouron                   | Lods                      |                | 47° 02′ 32″ N, 6° 15′ 15″ E | +001 250, m         | +0054, m          | Sous le Plancher n°10, plongeesout.com & Le Karst Comtois           | 2020-10     |
| 61   | Source de la Loue           | Ouhans                    |                | 47° 00′ 39″ N, 6° 17′ 58″ E | +001 200, m         | +0045, m          | Spéléométrie de la France                                           | 2010-01     |
| 62   | Grotte de la Creuse         | Blamont                   |                | 47° 23′ 13″ N, 6° 50′ 59″ E | +001 180, m         | NC m              | Spéléométrie de la France & lieux-insolites.fr                      | 2010-01     |
| 63   | Source du Val               | Pierrefontaine-les-Varans |                | 47° 12′ 44″ N, 6° 33′ 09″ E | +001 180, m         | NC m              | Le Karst Comtois                                                    | 2010-01     |
| 64   | Gouffre de Granges-Mathieu  | Chenecey-Buillon          |                | 47° 08′ 46″ N, 5° 58′ 20″ E | +001 173, m         | +0044, m          | Spéléométrie de la France & juraspeleo                              | 2010-01     |
| 65   | Baume Archée                | Mouthier-Haute-Pierre     |                | 47° 01′ 50″ N, 6° 17′ 00″ E | +001 130, m         | +0050, m          | Spéléométrie de la France                                           | 2010-01     |
| 66   | Gouffre de la Grange Brûlée | Athose                    |                | 47° 03′ 34″ N, 6° 20′ 39″ E | +001 125, m         | +0171, m          | Spéléométrie de la France                                           | 2010-01     |
| 67   | Perte de la Baraque         | Arc-sous-Montenot         |                | 46° 55′ 24″ N, 6° 00′ 59″ E | +001 115, m         | +0077, m          | Spéléométrie de la France                                           | 2010-01     |
| 68   | Source du Lison             | Nans-sous-Sainte-Anne     |                | 46° 57′ 55″ N, 6° 00′ 42″ E | +001 100, m         | +0029, m          | Spéléométrie de la France & plongeesout.com                         | 2010-01     |
| 69   | Grotte de Plaisir-Fontaine  | Bonnevaux-le-Prieuré      |                | 47° 08′ 21″ N, 6° 08′ 35″ E | +001 100, m         | +0009, m          | Spéléométrie de la France & lieux-insolites.fr                      | 2010-01     |
| 70   | Trou de la Côtotte          | Saint-Hippolyte           |                | 47° 17′ 14″ N, 6° 47′ 37″ E | +001 100, m         | NC m              | Spéléométrie de la France                                           | 2010-01     |
| 71   | Grotte des Orcières         | Montivernage              |                | 47° 18′ 27″ N, 6° 25′ 22″ E | +001 030, m         | NC m              | Spéléométrie de la France                                           | 2010-01     |
| 72   | Puits de la Brême           | Scey-Maisières            |                | 47° 07′ 09″ N, 6° 07′ 12″ E | +001 030, m         | +0048, m          | Le Karst Comtois & Sous le Plancher n°13                            | 2010-01     |
| 73   | Gouffre du Brison           | Montrond-le-Château       |                | 47° 07′ 53″ N, 6° 03′ 16″ E | +001 020, m         | +0128, m          | Le Karst Comtois & benoit.velten.free                               | 2018-06     |
| 74   | Source Bleue                | Montperreux               |                | 46° 48′ 32″ N, 6° 19′ 29″ E | +001 000, m         | +0020, m          | Spéléométrie de la France                                           | 2010-01     |
| 75   | Grotte d'Osselle            | Roset-Fluans              |                | 47° 08′ 18″ N, 5° 50′ 11″ E | +001 000, m         | NC m              | Spéléométrie de la France                                           | 2010-01     |
| 76   | Grotte Sous la Côte         | Gondenans-Montby          |                | 47° 26′ 50″ N, 6° 28′ 03″ E | +001 000, m         | NC m              | Spéléométrie de la France                                           | 2010-01     |
| 77   | Grotte du Lavoir            | La Sommette               |                | 47° 11′ 03″ N, 6° 30′ 51″ E | +001 000, m         | NC m              | Spéléométrie de la France                                           | 2010-01     |
| 78   | Creux des Alloz             | Vellevans                 |                | 47° 19′ 26″ N, 6° 29′ 57″ E | +001 000, m         | NC m              | Spéléométrie de la France                                           | 2010-01     |